# 斯珀姆海崖
77°5′S 161°36′E / 77.083°S 161.600°E
斯珀姆海崖（英語：Sperm Bluff）是南極洲的懸崖，位於維多利亞地，處於克萊爾山脈東北端，全長6公里，海拔高度超過1,000米，由英國探險隊繪入地圖和命名。